# Norge Luis Vera
Norge Luis Vera, född den 3 augusti 1971 i Siboney i Kuba, är en kubansk basebollspelare som tog silver vid olympiska sommarspelen 2000 i Sydney, och som även tog guld vid olympiska sommarspelen 2004 i Aten och silver vid olympiska sommarspelen 2008 i Peking. Han är en av bara tio spelare som tagit minst tre medaljer i baseboll vid olympiska sommarspelen.
Vera representerade Kuba i World Baseball Classic 2009. Han startade två matcher, som han vann, och hade en earned run average (ERA) på 1,69 och elva strikeouts.